# مارا كارفانيا
ماريا روزاريا (مارا) كارفانيا (بالإيطالية: Maria Rosaria (Mara) Carfagna)‏ وهي سياسية وعارضة أزياء سابقة إيطالية ولدت في يوم 18 ديسمبر 1975 في مدينة ساليرنو في إيطاليا وهي سياسية في حزب شعب الحرية اليميني الإيطالي وهي خريجة جامعة ساليرنو وقد عملت محامية في البداية ثم انتقلت إلى الإعلام والموضة وثم دخلت عالم السياسة وكانت عضوة في غرفة النواب في حزب فورزا إيطاليا في 2006، وقد كانت وزيرة العدالة من 2008 إلى 2011 في حكومة سيلفيو برلوسكوني ووصفت بأنها أجمل وزيرة في العالم واحتلت المرتبة الأولى كأكثر السياسيات إثارة في مجلة مكسيم.